# Turre
Turre é um município da Espanha, na província de Almería, comunidade autónoma da Andaluzia. Tem 108 km² de área e em 2021 tinha 3 892 habitantes (densidade: 36 hab./km²). Pertence à comarca de Levante Almeriense, e limita com os municípios de Vera ao norte, Carboneras ao sul, Mojácar ao sudeste, Garrucha ao leste, e Los Gallardos ao noroeste.